# 普拉温德·贾格纳特
普拉温德·库马尔·贾格纳特（英語：Pravind Kumar Jugnauth，1961年12月25日—），男，毛里求斯政治人物，前任毛里求斯总理，反对党联盟“人民联盟”领导人。

## 家庭
父亲阿内罗德·贾格纳特。